# بادپر شمالی
بادپر شمالی (نام علمی: Petaurus abidi) کیسه‌داری از تیره بادپرکیسه‌داران است که بومی پاپوآ گینه نو است. گستره این صاریغ استرالیایی محدود به ناحیه‌ای کوچک به وسعت ۱۰۰ کیلومتر مربع در پاپوآ است و به این دلیل در سیاهه قرمز IUCN در حالت در معرض انقراض گذاشته شده‌است.